# FC Renaissance du Congo
El FC Renaissance du Congo es un equipo de fútbol de la República Democrática del Congo que juega en la Linafoot, la primera división de fútbol en el país.

## Historia
Fue fundado el 16 de junio de 2014 en la capital Kinshasa con el nombre CS Imana, pero un mes después cambia su nombre por el actual debido a que había confusión con un club del mismo nombre en la década de los años 1960s. El 4 de agosto de 2014 el club disputa su primer partido, y fue a nivel internacional ante el Al-Hilal Omdurmán de Sudán, el cual termina 1-1 y Cedrick Kalombo Diba se convirtió en el primer jugador en anotar un gol para el club, el cual llegó en el minuto 71 de penalti.
El primer torneo en el que participa el club fue en la liga provincial de Kinshasa, donde en la temporada 2015/16 se proclama campeón e impone un récord de 104 puntos en la liga provincial, y también gana la Copa del Congo al vencer en la final al CS Don Bosco con marcador de 2-0, con lo que para la temporada 2016/17 jugará por primera vez en la Linafoot.

## Palmarés
- Liga Provincial de Kinshasa: 1

2015/16
- Copa del Congo: 1

2015/16

## Participación en competiciones de la CAF
| Temporada | Torneo                       | Ronda      | Club      | Casa | Visita | Global |
| --------- | ---------------------------- | ---------- | --------- | ---- | ------ | ------ |
| 2017      | Copa Confederación de la CAF | Preliminar | Akanda FC | 1-0  | 0-0    | 1-0    |
| 2017      | Copa Confederación de la CAF | 1          | MC Alger  | 2-1  | 0-2    | 2-3    |